# Espinho-de-cristo
O espinho-de-cristo (Gleditsia amorphoides), também conhecido pelos nomes de coronilha, espinilho e jaruva, é uma árvore de até 16 metros, da família das leguminosas, subfamília cesalpinioídea, nativa do Brasil, mais especificamente do estado do Rio Grande do Sul. Tais árvores possuem o caule cilíndrico e reto, armada de espinhos preto-avermelhados, de casca cinza, flores esverdeadas e vagens grossas. Sua madeira, por sua vez, é de grande durabilidade, própria para a carpintaria. As vagens e a casca encerram saponina, utilizada como sabão.

## Etimologia
Gleditsia é uma homenagem a Johann Gottlieb Gleditsch, diretor do Jardim Botânico de Berlim.